# アドリアン・ディエゲス
アドリアン・ディエゲス・グランデ（Adrián Diéguez Grande ,  1996年2月4日 - ）は、スペイン・マドリード州マドリード出身のプロサッカー選手。セグンダ・ディビシオン・SDポンフェラディーナ所属。ポジションはDF。

## 来歴
カンテラ時代をヘタフェCFなどで過ごし、2015年7月にADアルコルコンと契約し、Bチームに登録。2016-17シーズンにセグンダ・ディビシオン所属のトップチームに昇格。2017年1月から半年間は、CFフエンラブラダにローン移籍でプレーした。
2017年7月4日、デポルティーボ・アラベスと4年契約を締結。10月28日のバレンシアCF戦でラ・リーガ初出場。しかし、トップリーグに馴染めず、Bチーム行きも命じられた。
2019年1月31日、SDウエスカに2018-19シーズン終了までのローン移籍が発表された。
2020年9月15日、古巣CFフエンラブラダに4年契約で復帰した。
2022年7月27日、SDポンフェラディーナに移籍した。